# 李明壎
李明壎（？—1848年），字叶和，清朝政治人物。江西德化縣人。

## 生平
李明壎安靜寡言，自幼嗜學，於道光二十六年（1846年）丙午科鄉試考中舉人，次年連捷丁未科二甲一百零一名進士，與張之萬、徐樹銘、李鴻章、沈葆楨、馬新貽等同年。朝考後分至湖北任知縣，因年齡尚輕，故憂慮自身不能盡職。道光二十八年（1848年），長江、漢江暴漲，湖北遭遇百年不遇之大洪水，李明壎受督撫之命前往災區勘察，上報災民之苦。上級遂分發賑災經費。十月十五日，明壎赴江陽巡邏，遭遇暴風而死。身後獲追贈知府銜。同治《德化縣誌》將其事蹟列入忠義傳。